# 狼马蛛
狼马蛛（学名：Hippasa lycosina）为狼蛛科马蛛属的动物。在中国大陆，分布于云南等地。